# Prima Categoria 1967-1968
Nella stagione 1967-1968 la Prima Categoria era il 5º livello del calcio italiano. Il campionato è strutturato su vari gironi all'italiana su base regionale.
Nella stagione 1967-1968 solo in Lombardia e in Campania fu giocato il campionato di Promozione. Nelle altre regioni nella stessa stagione fu giocato il campionato di Prima Categoria.

## Campionati
Prima Categoria
- Prima Categoria Abruzzo 1967-1968
- Prima Categoria Basilicata 1967-1968
- Prima Categoria Calabria 1967-1968
- Prima Categoria Emilia-Romagna 1967-1968
- Prima Categoria Friuli-Venezia Giulia 1967-1968
- Prima Categoria Lazio 1967-1968
- Prima Categoria Liguria 1967-1968
- Prima Categoria Marche 1967-1968
- Prima Categoria Piemonte-Valle d'Aosta 1967-1968
- Prima Categoria Puglia 1967-1968
- Prima Categoria Sardegna 1967-1968
- Prima Categoria Sicilia 1967-1968
- Prima Categoria Toscana 1967-1968
- Prima Categoria Trentino-Alto Adige 1967-1968
- Prima Categoria Umbria 1967-1968
- Prima Categoria Veneto 1967-1968

Promozione
- Promozione Campania 1967-1968
- Promozione Lombardia 1967-1968

## Veneto
Comitato Regionale Veneto, Via Piave 161 - Mestre, telefono 962.222.
- Presidente - Renzo Tizian
- Segretario - Francesco Bonato
- Componenti - Gianmaria Fiorini, Pasquale Gasparetto, Antonio Girardi, Antonio Ricchieri e Arnaldo Silvestri.
- Giudice Sportivo - Luigi Pavanello (sostituto: Aldo Pizzato).
- Commissario Tecnico Regionale - Enzo Milan.

Comitati Provinciali e Locali:

Belluno, Padova, Rovigo, Treviso, Venezia, Verona e Vicenza.

### Girone A

#### Squadre partecipanti
| Squadra                    | Città (provincia)          | Stagione precedente |
| -------------------------- | -------------------------- | ------------------- |
| U.S. Azzurra               | Sandrigo (VI)              |                     |
| A.C. Bassano               | Bassano del Grappa (VI)    |                     |
| A.S. Breganze              | Breganze (VI)              |                     |
| A.C. Cornedo               | Cornedo Vicentino (VI)     |                     |
| A.C. Malcesine             | Malcesine (VR)             |                     |
| U.S. Malo                  | Malo (VI)                  |                     |
| U.C. Montecchio Maggiore   | Montecchio Maggiore (VI)   |                     |
| U.S. Marosticense          | Marostica (VI)             |                     |
| A.S. Parona                | Parona di Verona           |                     |
| A.C. Pescantina            | Pescantina (VR)            |                     |
| A.S. Peschiera             | Peschiera del Garda (VR)   |                     |
| A.C. Rosà                  | Rosà (VI)                  |                     |
| A.S. San Giovanni Lupatoto | San Giovanni Lupatoto (VR) |                     |
| U.S. Soave                 | Soave (VR)                 |                     |
| A.C. Villafranca Veronese  | Villafranca di Verona (VR) |                     |
| A.C. Virtus                | Bassano del Grappa (VI)    |                     |

#### Classifica finale
|  | Pos. | Squadra               | Pt | G  | V  | N  | P  | GF | GS | DR |
|  | ---- | --------------------- | -- | -- | -- | -- | -- | -- | -- | -- |
|  | 1.   | Malo                  | 43 | 30 | 16 | 11 | 3  | 53 | 19 |    |
|  | 2.   | Montecchio            | 41 | 30 | 16 | 9  | 5  | 44 | 20 |    |
|  | 3.   | Villafranca Veronese  | 39 | 30 | 15 | 9  | 6  | 51 | 30 |    |
|  | 4.   | Bassano               | 37 | 30 | 12 | 13 | 5  | 36 | 27 |    |
|  | 5.   | Pescantina            | 35 | 30 | 16 | 3  | 11 | 41 | 22 |    |
|  | 6.   | Azzurra Sandrigo      | 34 | 30 | 12 | 10 | 8  | 36 | 27 |    |
|  | 7.   | Breganze              | 33 | 30 | 10 | 13 | 7  | 36 | 32 |    |
|  | 8.   | Peschiera             | 32 | 30 | 13 | 6  | 11 | 43 | 38 |    |
|  | 9.   | Marosticense          | 31 | 30 | 9  | 13 | 8  | 42 | 30 |    |
|  | 10.  | Virtus                | 28 | 30 | 10 | 8  | 12 | 29 | 31 |    |
|  | 11.  | Malcesine             | 24 | 30 | 7  | 10 | 13 | 26 | 42 |    |
|  | 12.  | Soave                 | 23 | 30 | 7  | 9  | 14 | 32 | 49 |    |
|  | 13.  | Rosà                  | 22 | 30 | 6  | 10 | 14 | 25 | 33 |    |
|  | 14.  | Cornedo               | 22 | 30 | 8  | 6  | 16 | 36 | 46 |    |
|  | 15.  | Parona                | 21 | 30 | 6  | 9  | 15 | 25 | 54 |    |
|  | 16.  | San Giovanni Lupatoto | 15 | 30 | 5  | 5  | 20 | 19 | 50 |    |

Legenda:
      Ammesso agli spareggi promozione.
      Retrocesso in Seconda Categoria.
Regolamento:
Due punti a vittoria, uno a pareggio, zero a sconfitta.
Pari merito in caso di pari punti.

### Spareggio salvezza/retrocessione
|      | Risultato |         | Luogo e data |
| ---- | --------- | ------- | ------------ |
| Rosà | 2 - 1     | Cornedo | ??, ? ? 1968 |
|      |           |         |              |

### Girone B

#### Squadre partecipanti
| Squadra            | Città (provincia)          | Stagione precedente |
| ------------------ | -------------------------- | ------------------- |
| Annonese F.C.      | Annone Veneto (VE)         |                     |
| A.C. Caorle        | Caorle (VE)                |                     |
| A.C. Chiarano      | Chiarano (TV)              |                     |
| A.C. Crocetta 1920 | Crocetta del Montello (TV) |                     |
| U.S. Eraclea       | Eraclea (VE)               |                     |
| U.S. Feltrese      | Feltre (BL)                |                     |
| G.S. Giorgione     | Castelfranco Veneto (TV)   |                     |
| S.S. Libertas      | Ceggia (VE)                |                     |
| A.C. Liventina     | Motta di Livenza (TV)      |                     |
| A.C. Montebelluna  | Montebelluna (TV)          |                     |
| A.C. Nettuno       | Lido di Venezia            |                     |
| A.C. Olimpia       | Cittadella (PD)            |                     |
| U.S. Opitergina    | Oderzo (TV)                |                     |
| A.C. Pro Mogliano  | Mogliano Veneto (TV)       |                     |
| A.C. San Stino     | San Stino di Livenza (VE)  |                     |
| U.S. Silea         | Silea (TV)                 |                     |

#### Classifica finale
|  | Pos. | Squadra            | Pt | G  | V  | N  | P  | GF | GS | DR |
|  | ---- | ------------------ | -- | -- | -- | -- | -- | -- | -- | -- |
|  | 1.   | Giorgione          | 50 | 30 | 21 | 8  | 1  | 59 | 24 |    |
|  | 2.   | Caorle             | 38 | 30 | 17 | 4  | 9  | 45 | 20 |    |
|  | 3.   | Montebelluna       | 37 | 30 | 14 | 9  | 7  | 38 | 14 |    |
|  | 4.   | Liventina          | 37 | 30 | 14 | 9  | 7  | 42 | 30 |    |
|  | 5.   | Olimpia Cittadella | 36 | 30 | 11 | 14 | 5  | 28 | 19 |    |
|  | 5.   | Silea              | 36 | 30 | 12 | 12 | 6  | 30 | 21 |    |
|  | 7.   | Feltrese           | 31 | 30 | 10 | 11 | 9  | 36 | 31 |    |
|  | 7.   | Annonese           | 31 | 30 | 11 | 9  | 10 | 31 | 31 |    |
|  | 8.   | Libertas Ceggia    | 28 | 30 | 9  | 10 | 11 | 40 | 35 |    |
|  | 8.   | San Stino          | 28 | 30 | 11 | 6  | 13 | 37 | 42 |    |
|  | 11.  | Eraclea            | 27 | 30 | 8  | 11 | 11 | 30 | 33 |    |
|  | 12.  | Opitergina         | 25 | 30 | 9  | 7  | 14 | 23 | 36 |    |
|  | 13.  | Crocetta 1920      | 24 | 30 | 8  | 8  | 14 | 23 | 36 |    |
|  | 14.  | Chiarano           | 24 | 30 | 6  | 12 | 12 | 23 | 41 |    |
|  | 15.  | Nettuno            | 18 | 30 | 5  | 8  | 17 | 26 | 46 |    |
|  | 16.  | Pro Mogliano       | 10 | 30 | 2  | 6  | 22 | 17 | 58 |    |

Legenda:
      Ammesso agli spareggi promozione.
  Retrocesso e in seguito riammesso.
      Retrocesso in Seconda Categoria.
Regolamento:
Due punti a vittoria, uno a pareggio, zero a sconfitta.
Pari merito in caso di pari punti.

### Spareggio salvezza/retrocessione
|               | Risultato |          | Luogo e data |
| ------------- | --------- | -------- | ------------ |
| Crocetta 1920 | 2 - 1     | Chiarano | ??, ? ? 1968 |
|               |           |          |              |

### Girone C

#### Squadre partecipanti
| Squadra                   | Città (provincia)                         | Stagione precedente |
| ------------------------- | ----------------------------------------- | ------------------- |
| A.C. Abano                | Abano Terme (PD)                          |                     |
| U.S. Ardisci & Spera 1924 | Arsego di San Giorgio delle Pertiche (PD) |                     |
| A.S. Arianese             | Ariano nel Polesine (RO)                  |                     |
| A.C. Camponogarese        | Camponogara (VE)                          |                     |
| U.S. Calvi Noale          | Noale (VE)                                |                     |
| A.C. Cavarzere            | Cavarzere (VE)                            |                     |
| U.S. Cerea                | Cerea (VR)                                |                     |
| A.C. Clodia               | Chioggia (VE)                             |                     |
| A.C. Contarina            | Contarina (RO)                            |                     |
| F.C. Dolo                 | Dolo (VE)                                 |                     |
| A.C. Fiesso d’Artico      | Fiesso d'Artico (VE)                      |                     |
| A.P. Grignano             | Grignano Polesine di Rovigo               |                     |
| A.C. Legnago              | Legnago (VR)                              |                     |
| A.S. Minerbe              | Minerbe (VR)                              |                     |
| G.S. Mira                 | Mira (VE)                                 |                     |
| U.S. Miranese             | Mirano (VE)                               |                     |

#### Classifica finale
|  | Pos. | Squadra              | Pt  | G   | V   | N   | P   | GF  | GS  | DR  |
|  | ---- | -------------------- | --- | --- | --- | --- | --- | --- | --- | --- |
|  | 1.   | Clodia               | 47  | 30  | 18  | 11  | 1   | 67  | 20  | +47 |
|  | 2.   | Cavarzere            | 37  | 30  | 15  | 7   | 8   | 47  | 36  | +11 |
|  | 3.   | Dolo                 | 35  | 30  | 10  | 15  | 5   | 38  | 28  | +10 |
|  | 4.   | Fiesso d'Artico      | 34  | 30  | 12  | 10  | 8   | 47  | 44  | +3  |
|  | 5.   | Contarina            | 33  | 30  | 12  | 9   | 9   | 45  | 32  | +13 |
|  | 6.   | Legnago              | 32  | 30  | 12  | 8   | 10  | 52  | 40  | +12 |
|  | 6.   | Cerea                | 32  | 30  | 10  | 12  | 8   | 37  | 37  | 0   |
|  | 8.   | Abano                | 31  | 30  | 11  | 9   | 10  | 32  | 35  | -3  |
|  | 9.   | Minerbe              | 28  | 30  | 10  | 8   | 12  | 41  | 41  | 0   |
|  | 9.   | Mira                 | 28  | 30  | 8   | 12  | 10  | 35  | 39  | -4  |
|  | 9.   | Calvi Noale          | 28  | 30  | 6   | 16  | 8   | 30  | 34  | -4  |
|  | 12.  | Arianese             | 26  | 30  | 9   | 8   | 13  | 45  | 43  | +2  |
|  | 12.  | Camponogarese        | 26  | 30  | 9   | 8   | 13  | 33  | 47  | -14 |
|  | 14.  | Grignano             | 26  | 30  | 8   | 10  | 12  | 41  | 46  | -5  |
|  | 15.  | Miranese             | 23  | 30  | 8   | 7   | 15  | 37  | 56  | -19 |
|  | 16.  | Ardisci & Spera 1924 | 14  | 30  | 3   | 8   | 19  | 25  | 73  | -48 |
|  |      |                      | 480 | 480 | 161 | 158 | 161 | 652 | 651 | 1   |

Legenda:
      Ammesso agli spareggi promozione.
  Retrocesso e in seguito riammesso.
      Retrocesso in Seconda Categoria.
Regolamento:
Due punti a vittoria, uno a pareggio, zero a sconfitta.
Pari merito in caso di pari punti.

### Spareggi salvezza/retrocessione
|     | Risultato |          | Luogo e data |
| --- | --------- | -------- | ------------ |
| ??? | ? - ?     | ???      | ??, ? ? 1968 |
|     |           |          |              |
| ??? | ? - ?     | Grignano | ??, ? ? 1968 |
|     |           |          |              |

- Grignano retrocesso dopo spareggi con Arianese e Camponogarese.

### Spareggi promozione
Inizialmente prevista su una serie di tre gare in campo neutro, a fronte di una situazione di assoluta parità la Federazione veneta decise di far disputare altre tre gare di spareggio. Il Malo rinunciò a disputare l'ultima gara in programma subendo la sconfitta a tavolino e un punto di penalizzazione.
|           | Risultati |           | Luogo e data       |
| --------- | --------- | --------- | ------------------ |
| Malo      | 3 - 1     | Clodia    | ??, 26 maggio 1968 |
| Clodia    | 1 - 0     | Giorgione | ??, 2 giugno 1968  |
| Giorgione | 2 - 0     | Malo      | ??, 9 giugno 1968  |
|           |           |           |                    |
| Clodia    | 1 - 1     | Malo      | ??, 16 giugno 1968 |
| Giorgione | 0 - 0     | Clodia    | ??, 23 giugno 1968 |
| Malo      | 0 - 2     | Giorgione | ??, 30 giugno 1968 |
|           |           |           |                    |

### Classifica finale
|  | Pos. | Squadra   | Pt | G | V | N | P | GF | GS | DR |
|  | ---- | --------- | -- | - | - | - | - | -- | -- | -- |
|  | 1.   | Giorgione | 5  | 3 | 2 | 1 | 0 | 5  | 2  | +3 |
|  | 2.   | Clodia    | 4  | 3 | 1 | 2 | 0 | 3  | 2  | +1 |
|  | 3.   | Malo (-1) | 2  | 3 | 0 | 2 | 1 | 2  | 3  | -1 |

Legenda:
      Promosso in Serie D 1968-1969
Regolamento:
Due punti a vittoria, uno a pareggio, zero a sconfitta.
Note:
Malo ha scontato 1 punto di penalizzazione in classifica per una rinuncia.

## Tridentino
Comitato Regionale Venezia Tridentina, Passaggio S. Benedetto 8 - Trento, telefono 962.222.
- Presidente - Carlo Mutinelli
- Segretario - Franco Bertamini
- Componenti - Egidio Abram, Bruno Balestra, Paolo Graziadei e Gianfranco Prezzi.
- Giudice Sportivo - Giuseppe Sandri (sostituto: Sanlio Agostinelli).
- Commissario Tecnico Regionale - Evelino Setti.

Comitati Provinciali: Bolzano e Trento.

### Girone unico

#### Squadre partecipanti
| Squadra               | Città (provincia)      | Stagione precedente |
| --------------------- | ---------------------- | ------------------- |
| U.S. Anaune           | Cles (TN)              |                     |
| U.S. Aquila           | Trento                 |                     |
| S.S. Benacense        | Riva del Garda (TN)    |                     |
| F.C. Bressanone       | Bressanone (BZ)        |                     |
| U.S. Gardolo          | Gardolo (TN)           |                     |
| U.S. Lana             | Lana (BZ)              |                     |
| G.S. Lancia           | Bolzano                |                     |
| U.S. Mori             | Mori (TN)              |                     |
| U.S. Rinascita        | Levico Terme (TN)      |                     |
| U.S. Rotaliana        | Mezzolombardo (TN)     |                     |
| S.S. Settaurense      | Storo (TN)             |                     |
| U.S. Stadium Pergine  | Pergine Valsugana (TN) |                     |
| U.S. Tione            | Tione di Trento (TN)   |                     |
| A.S. Virtus Don Bosco | Bolzano                |                     |
| U.S. Virtus Pizzinini | Trento                 |                     |

### Classifica finale
|  | Pos. | Squadra          | Pt | G  | V  | N  | P  | GF | GS | DR  |
|  | ---- | ---------------- | -- | -- | -- | -- | -- | -- | -- | --- |
|  | 1.   | Lancia           | 45 | 28 | 19 | 7  | 2  | 53 | 16 | +37 |
|  | 2.   | Mori             | 44 | 28 | 19 | 6  | 3  | 58 | 22 | +36 |
|  | 3.   | Anaune           | 37 | 28 | 16 | 5  | 7  | 43 | 20 | +23 |
|  | 4.   | Bressanone       | 36 | 28 | 15 | 6  | 7  | 54 | 26 | +28 |
|  | 5.   | Benacense 1905   | 35 | 28 | 12 | 11 | 5  | 39 | 29 | +10 |
|  | 6.   | Tione            | 32 | 28 | 10 | 12 | 6  | 32 | 22 | +10 |
|  | 7.   | Rotaliana        | 31 | 28 | 9  | 13 | 6  | 33 | 32 | +1  |
|  | 8.   | Settaurense      | 28 | 28 | 9  | 10 | 9  | 30 | 36 | -6  |
|  | 9.   | Rinascita        | 27 | 28 | 7  | 13 | 8  | 21 | 25 | -4  |
|  | 10.  | Virtus Don Bosco | 24 | 28 | 7  | 10 | 11 | 31 | 37 | -6  |
|  | 11.  | Gardolo          | 19 | 28 | 6  | 7  | 15 | 34 | 45 | -11 |
|  | 12.  | Lana             | 18 | 28 | 6  | 6  | 16 | 25 | 44 | -19 |
|  | 13.  | Stadium Pergine  | 16 | 28 | 5  | 6  | 17 | 23 | 55 | -32 |
|  | 14.  | Aquila Trento    | 15 | 28 | 5  | 5  | 18 | 22 | 52 | -30 |
|  | 15.  | Virtus Pizzinini | 13 | 28 | 3  | 7  | 18 | 17 | 54 | -37 |

Legenda:
      Campione regionale.
      Retrocesso in Seconda Categoria.
Regolamento:
Due punti a vittoria, uno a pareggio, zero a sconfitta.
Pari merito in caso di pari punti.

## Emilia-Romagna
Comitato Regionale Emiliano, Piazza XX Settembre 1 - Bologna, telefono 232.239.
- Presidente - Gustavo Zini
- Segretario - Corrado Gotti
- Componenti - Vincenzo Ghidini, Lauro Grossi, Adriano Guidetti, Giorgio Ronchi e Bruno Sacchi.
- Giudice Sportivo - Enrico Sabattini (sostituto: Sergio Cattoli).
- Commissario Tecnico Regionale - Adriano Predieri.

Comitati Provinciali e Locali:
Bologna, Faenza, Ferrara, Finale Emilia, Forlì, Mantova, Modena, Parma, Ravenna e Reggio Emilia.

### Girone A

#### Squadre partecipanti
| Squadra                   | Città (provincia)             | Stagione precedente |
| ------------------------- | ----------------------------- | ------------------- |
| U.S. Alfonsinese          | Alfonsine (RA)                |                     |
| G.S. Ancora S.E.L. FIAT   | Bologna                       |                     |
| Pol. Argentana            | Argenta (FE)                  |                     |
| S.C. Bellaria Igea Marina | Bellaria-Igea Marina (FO)     |                     |
| S.C. Castel San Pietro    | Castel San Pietro Terme (BO)  |                     |
| F.C. Cattolica            | Cattolica (FO)                |                     |
| U.S. Cesenatico           | Cesenatico (FO)               |                     |
| U.P. Copparese            | Copparo (FE)                  |                     |
| Pol. Edera Forlì          | Forlì                         |                     |
| U.S. Misano               | Misano Adriatico (FO)         |                     |
| Pol. Morciano Calcio      | Morciano di Romagna (FO)      |                     |
| S.P. Portuense            | Portomaggiore (FE)            |                     |
| S.S. Sampierana           | San Piero in Bagno (FO)       |                     |
| A.S. Santarcangiolese     | Santarcangelo di Romagna (FO) |                     |
| F.C. Savena               | Bologna                       |                     |
| U.S. Russi                | Russi (RA)                    |                     |

#### Classifica finale
|  | Pos. | Squadra                 | Pt | G  | V  | N  | P  | GF | GS | DR  |
|  | ---- | ----------------------- | -- | -- | -- | -- | -- | -- | -- | --- |
|  | 1.   | Bellaria Igea Marina    | 42 | 30 | 16 | 10 | 4  | 45 | 22 | +23 |
|  | 2.   | Argentana               | 40 | 30 | 14 | 12 | 4  | 46 | 25 | +21 |
|  | 3.   | Edera Forlì             | 39 | 30 | 13 | 13 | 4  | 35 | 17 | +18 |
|  | 4.   | Cattolica               | 37 | 30 | 13 | 11 | 6  | 41 | 22 | +19 |
|  | 5.   | Morciano Calcio         | 33 | 30 | 13 | 7  | 10 | 39 | 31 | +8  |
|  | 6.   | Sampierana              | 33 | 30 | 12 | 9  | 9  | 30 | 25 | +5  |
|  | 7.   | Cesenatico              | 32 | 30 | 11 | 10 | 9  | 28 | 21 | +7  |
|  | 8.   | Alfonsinese             | 31 | 30 | 10 | 11 | 9  | 32 | 34 | -2  |
|  | 9.   | Russi                   | 29 | 30 | 13 | 3  | 14 | 35 | 44 | -9  |
|  | 10.  | Santarcangiolese        | 28 | 30 | 8  | 12 | 10 | 36 | 37 | -1  |
|  | 11.  | Castel San Pietro Terme | 27 | 30 | 9  | 9  | 12 | 43 | 47 | -4  |
|  | 12.  | Misano                  | 27 | 30 | 8  | 11 | 11 | 26 | 31 | -5  |
|  | 13.  | Portuense               | 26 | 30 | 8  | 10 | 12 | 28 | 31 | -3  |
|  | 14.  | Savena                  | 25 | 30 | 10 | 5  | 15 | 24 | 29 | -5  |
|  | 15.  | Copparese               | 22 | 30 | 6  | 10 | 14 | 24 | 44 | -20 |
|  | 16.  | Ancora S.E.L. FIAT      | 9  | 30 | 2  | 5  | 23 | 17 | 69 | -52 |

Legenda:
      Promosso in Serie D 1968-1969.
      Retrocesso in Seconda Categoria.
Regolamento:
Due punti a vittoria, uno a pareggio, zero a sconfitta.
Pari merito in caso di pari punti.

### Girone B

#### Squadre partecipanti
| Squadra                 | Città (provincia)            | Stagione precedente |
| ----------------------- | ---------------------------- | ------------------- |
| G.S. Busseto            | Busseto (PR)                 |                     |
| S.S. Casalecchio        | Casalecchio di Reno (BO)     |                     |
| F.B.C. Concordia        | Concordia sulla Secchia (MO) |                     |
| U.S. Fabbrico           | Fabbrico (RE)                |                     |
| A.S. Fidenza            | Fidenza (PR)                 |                     |
| A.C. Folgore            | Carpi (MO)                   |                     |
| F.B.C. Ostiglia         | Ostiglia (MN)                |                     |
| A.C. Panigal            | Bologna-Borgo Panigale       |                     |
| U.P. Pro Patria         | San Felice sul Panaro (MO)   |                     |
| G.S. Salvarani          | Parma                        |                     |
| F.C. Sassuolo Sportiva  | Sassuolo (MO)                |                     |
| A.C. Scandiano          | Scandiano (RE)               |                     |
| S.S. Sustinente         | Sustinente (MN)              |                     |
| S.C. Suzzarese          | Suzzara (MN)                 |                     |
| Pol. C.R.A.L. Tranvieri | Bologna                      |                     |
| U.S. Vignolese          | Vignola (MO)                 |                     |

#### Classifica finale
|  | Pos. | Squadra            | Pt | G  | V  | N  | P  | GF | GS | DR  |
|  | ---- | ------------------ | -- | -- | -- | -- | -- | -- | -- | --- |
|  | 1.   | Sassuolo           | 48 | 30 | 20 | 8  | 2  | 53 | 13 | +40 |
|  | 2.   | Salvarani          | 47 | 30 | 19 | 9  | 2  | 60 | 22 | +38 |
|  | 3.   | Pro Patria         | 38 | 30 | 13 | 12 | 5  | 40 | 25 | +15 |
|  | 4.   | Suzzarese          | 36 | 30 | 13 | 10 | 7  | 40 | 24 | +16 |
|  | 5.   | Fidenza            | 36 | 30 | 12 | 12 | 6  | 34 | 22 | +12 |
|  | 6.   | Fabbrico           | 35 | 30 | 11 | 13 | 6  | 31 | 23 | +8  |
|  | 7.   | Sustinente         | 32 | 30 | 10 | 12 | 8  | 41 | 36 | +5  |
|  | 8.   | Panigale           | 31 | 30 | 11 | 9  | 10 | 31 | 26 | +5  |
|  | 9.   | Casalecchio        | 29 | 30 | 8  | 13 | 9  | 19 | 28 | -9  |
|  | 10.  | Busseto            | 28 | 30 | 8  | 12 | 10 | 28 | 32 | -4  |
|  | 11.  | Vignolese          | 26 | 30 | 7  | 12 | 11 | 37 | 39 | -2  |
|  | 12.  | Concordia          | 26 | 30 | 10 | 6  | 14 | 27 | 34 | -7  |
|  | 13.  | Scandiano          | 16 | 30 | 4  | 8  | 18 | 17 | 47 | -30 |
|  | 14.  | Ostiglia           | 15 | 30 | 4  | 7  | 19 | 25 | 59 | -34 |
|  | 15.  | Folgore (-18)      | 10 | 30 | 6  | 16 | 8  | 24 | 31 | -7  |
|  | 16.  | C.R.A.L. Tranvieri | 9  | 30 | 2  | 5  | 23 | 21 | 67 | -46 |

Legenda:
      Promosso in Serie D 1968-1969.
      Retrocesso in Seconda Categoria.
Regolamento:
Due punti a vittoria, uno a pareggio, zero a sconfitta.
Pari merito in caso di pari punti.
Note:
Folgore Carpi viene penalizzato di 18 punti.

## Toscana
Comitato Regionale Toscano, Viale Gramsci 42 - Firenze, telefono 578.151.
- Presidente - Pietro Angelini
- Segretario - Gelasio Mariotti
- Componenti - Natale Cecchinato, Giuseppe Pucci, Fulto Rosadoni, Zelante Salvatorini.
- Giudice Sportivo - Giorgio Buti (sostituto: Antonio Bessi).
- Commissario Tecnico Regionale - Francesco Lombardo.

Comitati Provinciali e Locali:
Arezzo, Firenze, Grosseto, Livorno, Lucca, Massa Carrara, Pisa, Pistoia e Siena.

### Girone A

#### Squadre partecipanti
| Squadra                       | Città (provincia)           | Stagione precedente |
| ----------------------------- | --------------------------- | ------------------- |
| A.C. Aglianese                | Agliana (PT)                |                     |
| U.S. Altopascio               | Altopascio (LU)             |                     |
| U.S. Aullese                  | Aulla (MS)                  |                     |
| A.S. Camaiore                 | Camaiore (LU)               |                     |
| U.S. Castelnuovo              | Castelnuovo Garfagnana (LU) |                     |
| U.S. Forte dei Marmi          | Forte dei Marmi (LU)        |                     |
| S.S. Galcianese               | Galciana di Prato (FI)      |                     |
| Marina di Carrara             | Marina di Carrara           |                     |
| U.S. Monsummanese             | Monsummano Terme (PT)       |                     |
| U.S. Pescia                   | Pescia (PT)                 |                     |
| C.S. Pignone Cattolica Virtus | Firenze                     |                     |
| A.C. Prato Ovest              | Iolo di Prato (FI)          |                     |
| U.S. Querceta                 | Pozzi di Seravezza (LU)     |                     |
| U.S. San Marco Avenza         | Avenza di Carrara           |                     |
| A.S. Sestese                  | Sesto Fiorentino (FI)       |                     |
| A.C. Torrelaghese             | Torre del Lago Puccini (LU) |                     |

#### Classifica finale
|  | Pos. | Squadra                  | Pt | G  | V  | N  | P  | GF | GS | DR  |
|  | ---- | ------------------------ | -- | -- | -- | -- | -- | -- | -- | --- |
|  | 1.   | Camaiore                 | 46 | 30 | 18 | 10 | 2  | 49 | 18 | +31 |
|  | 2.   | Castelnuovo              | 44 | 30 | 17 | 10 | 3  | 59 | 24 | +35 |
|  | 3.   | Querceta                 | 41 | 30 | 16 | 9  | 5  | 42 | 25 | +17 |
|  | 4.   | Monsummanese             | 38 | 30 | 16 | 6  | 8  | 53 | 27 | +26 |
|  | 5.   | Prato Ovest              | 35 | 30 | 13 | 9  | 8  | 30 | 19 | +11 |
|  | 6.   | Forte dei Marmi          | 33 | 30 | 13 | 7  | 10 | 43 | 39 | +4  |
|  | 7.   | Aglianese                | 32 | 30 | 10 | 12 | 8  | 28 | 22 | +6  |
|  | 8.   | Marina di Carrara        | 29 | 30 | 9  | 11 | 10 | 31 | 32 | -1  |
|  | 9.   | Pescia                   | 26 | 30 | 5  | 16 | 9  | 30 | 38 | -8  |
|  | 9.   | Galcianese               | 26 | 30 | 8  | 10 | 12 | 30 | 37 | -7  |
|  | 9.   | Aullese                  | 26 | 30 | 9  | 8  | 13 | 20 | 33 | -13 |
|  | 12.  | Torrelaghese             | 24 | 30 | 8  | 8  | 14 | 32 | 51 | -19 |
|  | 13.  | Pignone Cattolica Virtus | 22 | 30 | 7  | 8  | 15 | 24 | 40 | -16 |
|  | 14.  | Sestese                  | 21 | 30 | 7  | 7  | 16 | 27 | 40 | -13 |
|  | 15.  | San Marco Avenza         | 21 | 30 | 5  | 11 | 14 | 26 | 47 | -21 |
|  | 16.  | Altopascio               | 14 | 30 | 4  | 6  | 20 | 18 | 50 | -32 |

Legenda:
      Ammesso alle finali regionali.
      Retrocesso in Prima Categoria 1968-1969.
Regolamento:
Due punti a vittoria, uno a pareggio, zero a sconfitta.
Pari merito in caso di pari punti.
Note:
2 punti di penalizzazione non segnalati.
- Castelnuovo, Querceta, Monsummanese, Prato Ovest e Forte dei Marmi sono ammesse alla nuova Promozione.

### Girone B

#### Squadre partecipanti
| Squadra                        | Città (provincia)                | Stagione precedente |
| ------------------------------ | -------------------------------- | ------------------- |
| U.S. Antella                   | Antella (FI)                     |                     |
| S.S. Audace Galluzzo           | Galluzzo di Firenze              |                     |
| A.S. Barberino                 | Barberino di Mugello (FI)        |                     |
| U.P. Bibbienese                | Bibbiena (AR)                    |                     |
| C.S. Dicomano                  | Dicomano (FI)                    |                     |
| A.S. Fortis Juventus 1909      | Borgo San Lorenzo (FI)           |                     |
| U.S. Grassina                  | Grassina (FI)                    |                     |
| S.S. Ideal Club Incisa         | Incisa in Val d'Arno (FI)        |                     |
| A.C. Impruneta                 | Tavarnuzze di Impruneta (FI)     |                     |
| U.S. Lanciotto Ballerini       | Campi Bisenzio (FI)              |                     |
| U.S. Libertas                  | Tavarnelle Val di Pesa (FI)      |                     |
| U.S. R.E.M.A.N. Audace Legnaia | Firenze                          |                     |
| C.S. Rapid                     | Peretola di Firenze              |                     |
| U.S. Rignanese                 | Rignano sull'Arno (FI)           |                     |
| A.C. Rondinella Marzocco       | Firenze                          |                     |
| U.S. Sancascianese             | San Casciano in Val di Pesa (FI) |                     |

#### Classifica finale
|  | Pos. | Squadra                   | Pt | G  | V  | N  | P  | GF | GS | DR  |
|  | ---- | ------------------------- | -- | -- | -- | -- | -- | -- | -- | --- |
|  | 1.   | Fortis Juventus           | 43 | 30 | 16 | 11 | 3  | 59 | 27 | +32 |
|  | 2.   | Rondinella Marzocco       | 42 | 30 | 17 | 8  | 5  | 42 | 21 | +21 |
|  | 3.   | Libertas Tavarnelle       | 38 | 30 | 15 | 8  | 7  | 47 | 37 | +10 |
|  | 4.   | Impruneta                 | 36 | 30 | 12 | 12 | 6  | 38 | 26 | +12 |
|  | 5.   | Barberino                 | 35 | 30 | 12 | 11 | 7  | 39 | 21 | +18 |
|  | 6.   | Lanciotto                 | 34 | 30 | 13 | 8  | 9  | 36 | 32 | +4  |
|  | 7.   | Sancascianese             | 33 | 30 | 12 | 9  | 9  | 40 | 33 | +7  |
|  | 8.   | Dicomano                  | 28 | 30 | 8  | 12 | 10 | 35 | 39 | -4  |
|  | 9.   | Rignanese                 | 27 | 30 | 9  | 9  | 12 | 24 | 34 | -10 |
|  | 10.  | Antella                   | 26 | 30 | 6  | 14 | 10 | 34 | 43 | -9  |
|  | 10.  | R.E.M.A.N. Audace Legnaia | 26 | 30 | 8  | 10 | 12 | 22 | 33 | -11 |
|  | 12.  | Rapid                     | 25 | 30 | 8  | 9  | 13 | 25 | 34 | -9  |
|  | 13.  | Bibbienese                | 24 | 30 | 8  | 8  | 14 | 27 | 40 | -13 |
|  | 14.  | Ideal Club Incisa         | 23 | 30 | 6  | 11 | 13 | 24 | 40 | -16 |
|  | 15.  | Grassina                  | 22 | 30 | 5  | 12 | 13 | 19 | 31 | -12 |
|  | 16.  | Audace Galluzzo           | 18 | 30 | 5  | 8  | 17 | 26 | 46 | -20 |

Legenda:
      Ammesso alle finali regionali.
      Retrocesso in Prima Categoria 1968-1969.
Regolamento:
Due punti a vittoria, uno a pareggio, zero a sconfitta.
Pari merito in caso di pari punti.
Note:
2 punti di penalizzazione non segnalati.
- Rondinella Marzocco, Libertas Tavarnelle, Impruneta e Barberino sono ammesse alla nuova Promozione.

### Girone C

#### Squadre partecipanti
| Squadra               | Città (provincia)                    | Stagione precedente |
| --------------------- | ------------------------------------ | ------------------- |
| S.S. Castelfiorentino | Castelfiorentino (FI)                |                     |
| U.S. Castiglioncello  | Castiglioncello di Rosignano M. (LI) |                     |
| G.S. Castiglionese    | Castiglione della Pescaia (GR)       |                     |
| A.S. Certaldo         | Certaldo (FI)                        |                     |
| U.S. Colligiana       | Colle di Val d'Elsa (SI)             |                     |
| U.S. Forcoli          | Forcoli (PI)                         |                     |
| U.S. Fucecchio        | Fucecchio (FI)                       |                     |
| A.S. La Rotta         | Pontedera (PI)                       |                     |
| S.S. Massetana        | Massa Marittima (GR)                 |                     |
| A.C. Mobilieri        | Ponsacco (PI)                        |                     |
| U.S. Orbetello        | Orbetello (GR)                       |                     |
| Rosignano Marittimo   | Rosignano Marittimo (LI)             |                     |
| A.S. San Miniato      | San Miniato (PI)                     |                     |
| G.S. Solvay           | Rosignano Solvay (LI)                |                     |
| A.S. Tuttocuoio       | Ponte a Egola di San Miniato (PI)    |                     |
| A.S. Venturina        | Venturina (LI)                       |                     |

#### Classifica finale
|  | Pos. | Squadra             | Pt | G  | V  | N  | P  | GF | GS | DR  |
|  | ---- | ------------------- | -- | -- | -- | -- | -- | -- | -- | --- |
|  | 1.   | San Miniato         | 46 | 30 | 18 | 10 | 2  | 52 | 22 | +30 |
|  | 2.   | Castelfiorentino    | 41 | 30 | 17 | 7  | 6  | 38 | 19 | +19 |
|  | 3.   | Venturina           | 39 | 30 | 16 | 7  | 7  | 38 | 27 | +11 |
|  | 4.   | Fucecchio           | 37 | 30 | 11 | 15 | 4  | 38 | 25 | +13 |
|  | 4.   | Ponsacco            | 37 | 30 | 14 | 9  | 7  | 45 | 25 | +20 |
|  | 6.   | Orbetello           | 34 | 30 | 15 | 4  | 11 | 46 | 33 | +13 |
|  | 7.   | Certaldo            | 30 | 30 | 11 | 8  | 11 | 30 | 33 | -3  |
|  | 8.   | Massetana           | 29 | 30 | 9  | 11 | 10 | 32 | 34 | -2  |
|  | 9.   | Castiglionese       | 28 | 30 | 9  | 10 | 11 | 28 | 25 | +3  |
|  | 10.  | Tuttocuoio          | 27 | 30 | 9  | 9  | 12 | 26 | 24 | +2  |
|  | 11.  | Colligiana          | 26 | 30 | 8  | 10 | 12 | 29 | 32 | -3  |
|  | 12.  | Rosignano Solvay    | 25 | 30 | 7  | 11 | 12 | 33 | 45 | -12 |
|  | 13.  | Castiglioncello     | 22 | 30 | 6  | 10 | 14 | 29 | 52 | -23 |
|  | 13.  | La Rotta            | 22 | 30 | 5  | 12 | 13 | 22 | 43 | -21 |
|  | 15.  | Forcoli             | 20 | 30 | 3  | 14 | 13 | 16 | 36 | -20 |
|  | 16.  | Rosignano Marittimo | 17 | 30 | 6  | 5  | 19 | 25 | 52 | -27 |

Legenda:
      Ammesso alle finali regionali.
      Retrocesso in Prima Categoria 1968-1969.
Regolamento:
Due punti a vittoria, uno a pareggio, zero a sconfitta.
Pari merito in caso di pari punti.
- Castelfiorentino, Venturina, Fucecchio, Mobilieri Ponsacco e Orbetello sono ammesse alla nuova Promozione.

### Finali regionali
- Camaiore e Fortis Juventus sono promosse in Serie D 1968-1969.
- San Miniato è ammesso alla nuova Promozione.

## Marche
Comitato Regionale Marchigiano, Via Cadorna 3 - Ancona, telefono 34.268.
- Presidente - Carlo Sardelli
- Segretario - Mario Maraschini
- Componenti - Franco Biocca, Bruno Bedetti, Franco Montesarchio, Giovanni Paolinelli e Dino Tiberi.
- Giudice Sportivo - Vittorio Berardi (sostituto: Rino Pirani).
- Commissario Tecnico Regionale - Silvio Principi.

Comitati Provinciali e Locali:
Ancona, Ascoli Piceno, Macerata e Pesaro.

### Girone A

#### Squadre partecipanti
| Squadra               | Città (provincia)              | Stagione precedente |
| --------------------- | ------------------------------ | ------------------- |
| M.A.S. Andreanelli    | Ancona                         |                     |
| A.S. Biagio Nazzaro   | Chiaravalle (AN)               |                     |
| Pol. Cagliese         | Cagli (PS)                     |                     |
| A.S. Cupramontana     | Cupramontana (AN)              |                     |
| S.S. Durantina        | Urbania (PS)                   |                     |
| U.S. Falco            | Acqualagna (PS)                |                     |
| A.S. Falconarese      | Falconara Marittima (AN)       |                     |
| S.S. Forsempronese    | Fossombrone (PS)               |                     |
| A.C. Gallo Petriano   | Petriano (PS)                  |                     |
| Gherardi Jesi         | Jesi (AN)                      |                     |
| U.S. Junior           | Ancona                         |                     |
| S.S. Matelica         | Matelica (MC)                  |                     |
| U.S. Metaurense       | Calcinelli di Saltara (PS)     |                     |
| S.S. Moie             | Moie di Maiolati Spontini (AN) |                     |
| C.S.I. Momet Fano     | Fano (PS)                      |                     |
| U.S. Pergoletese      | Pergola (PS)                   |                     |
| A.V.A. Victoria       | Pesaro                         |                     |
| U.S. Vigor Senigallia | Senigallia (AN)                |                     |

#### Classifica finale
|  | Pos. | Squadra          | Pt | G  | V  | N  | P  | GF | GS | DR  |
|  | ---- | ---------------- | -- | -- | -- | -- | -- | -- | -- | --- |
|  | 1.   | Pergolese        | 49 | 34 | 19 | 11 | 4  | 54 | 24 | +30 |
|  | 2.   | Forsempronese    | 49 | 34 | 21 | 7  | 6  | 52 | 26 | +26 |
|  | 3.   | Vigor Senigallia | 43 | 34 | 15 | 13 | 6  | 46 | 25 | +21 |
|  | 4.   | Falco            | 42 | 34 | 16 | 10 | 8  | 51 | 31 | +20 |
|  | 5.   | Falconarese      | 39 | 34 | 12 | 15 | 7  | 43 | 30 | +13 |
|  | 5.   | Cupramontana     | 39 | 34 | 14 | 11 | 9  | 40 | 30 | +10 |
|  | 5.   | Gherardi Jesi    | 39 | 34 | 14 | 11 | 9  | 52 | 44 | +8  |
|  | 8.   | Cagliese         | 37 | 34 | 13 | 11 | 10 | 38 | 39 | -1  |
|  | 9.   | Metaurense       | 35 | 34 | 13 | 9  | 12 | 48 | 47 | +1  |
|  | 10.  | Moie             | 31 | 34 | 10 | 11 | 13 | 41 | 48 | -7  |
|  | 10.  | Biagio Nazzaro   | 30 | 34 | 8  | 14 | 12 | 33 | 48 | -15 |
|  | 11.  | Durantina        | 29 | 34 | 9  | 11 | 14 | 36 | 39 | -3  |
|  | 12.  | Junior           | 29 | 34 | 8  | 13 | 13 | 31 | 39 | -8  |
|  | 13.  | Andreanelli      | 29 | 34 | 9  | 11 | 14 | 27 | 38 | -11 |
|  | 15.  | Matelica         | 28 | 34 | 9  | 10 | 15 | 39 | 45 | -6  |
|  | 16.  | Victoria         | 26 | 34 | 6  | 14 | 14 | 31 | 51 | -20 |
|  | 17.  | Gallo Petriano   | 22 | 34 | 7  | 8  | 19 | 39 | 73 | -34 |
|  | 18.  | Momet Fano       | 16 | 34 | 4  | 8  | 22 | 18 | 42 | -24 |

Legenda:
      Ammesso allo spareggio promozione.
      Retrocesso in Seconda Categoria.
Regolamento:
Due punti a vittoria, uno a pareggio, zero a sconfitta.
Pari merito in caso di pari punti.

### Spareggio per il 1º posto
|           | Risultati |               | Luogo e data               |
| --------- | --------- | ------------- | -------------------------- |
| Pergolese | 1 - 0     | Forsempronese | Senigallia, 23 giugno 1968 |
|           |           |               |                            |

### Girone B

#### Squadre partecipanti
| Squadra                  | Città (provincia)        | Stagione precedente |
| ------------------------ | ------------------------ | ------------------- |
| Atletico Porto d'Ascoli  | Porto d'Ascoli (AP)      |                     |
| G.S. Castelfidardo       | Castelfidardo (AN)       |                     |
| A.S. Cuprense            | Cupra Marittima (AP)     |                     |
| A.C. Elpidiense          | Sant'Elpidio a Mare (AP) |                     |
| S.S. Ennio Passamonti    | Camerino (MC)            |                     |
| Giorgiana                | Macerata                 |                     |
| U.S. Loreto Calcio       | Loreto (AN)              |                     |
| S.S. Montegiorgio        | Montegiorgio (AP)        |                     |
| S.S. Montegranaro Calcio | Montegranaro (AP)        |                     |
| U.S. Osimana             | Osimo (AN)               |                     |
| S.S. Pian San Lazzaro    | Ancona                   |                     |
| S.S. Potenza Picena      | Potenza Picena (MC)      |                     |
| S.S. Pro Calcio Ascoli   | Ascoli Piceno            |                     |
| U.S. Recanatese          | Recanati (MC)            |                     |
| S.S. Robur               | Grottammare (AP)         |                     |
| U.S. Sangiorgese         | Porto San Giorgio (AP)   |                     |
| S.S. Settempeda          | San Severino Marche (MC) |                     |

#### Classifica finale
|  | Pos. | Squadra                 | Pt | G  | V  | N  | P  | GF | GS | DR  |
|  | ---- | ----------------------- | -- | -- | -- | -- | -- | -- | -- | --- |
|  | 1.   | Sangiorgese             | 58 | 32 | 26 | 6  | 0  | 74 | 13 | +61 |
|  | 2.   | Settempeda              | 45 | 32 | 18 | 9  | 5  | 55 | 24 | +31 |
|  | 3.   | Recanatese              | 42 | 32 | 16 | 10 | 6  | 44 | 24 | +20 |
|  | 4.   | Ennio Passamonti        | 40 | 32 | 16 | 8  | 8  | 56 | 26 | +30 |
|  | 5.   | Castelfidardo           | 39 | 32 | 15 | 9  | 8  | 48 | 30 | +18 |
|  | 5.   | Osimana                 | 39 | 32 | 14 | 11 | 7  | 37 | 24 | +13 |
|  | 7.   | Pro Calcio Ascoli       | 38 | 32 | 13 | 12 | 7  | 41 | 22 | +19 |
|  | 8.   | Cuprense                | 36 | 32 | 14 | 8  | 10 | 45 | 41 | +4  |
|  | 9.   | Montegranaro Calcio     | 34 | 32 | 12 | 10 | 10 | 32 | 45 | -13 |
|  | 10.  | Giorgiana               | 28 | 32 | 9  | 10 | 13 | 30 | 37 | -7  |
|  | 11.  | Atletico Porto d'Ascoli | 27 | 32 | 8  | 11 | 13 | 33 | 41 | -8  |
|  | 11.  | Robur                   | 27 | 32 | 8  | 11 | 13 | 30 | 35 | -5  |
|  | 11.  | Potenza Picena          | 27 | 32 | 7  | 13 | 12 | 31 | 41 | -10 |
|  | 14.  | Pian San Lazzaro        | 22 | 32 | 7  | 8  | 17 | 27 | 42 | -15 |
|  | 15.  | Elpidiense              | 20 | 32 | 6  | 8  | 18 | 23 | 60 | -37 |
|  | 16.  | Loreto Calcio           | 13 | 32 | 4  | 5  | 23 | 23 | 72 | -49 |
|  | 17.  | Montegiorgio (-1)       | 8  | 32 | 0  | 9  | 23 | 7  | 59 | -52 |

Legenda:
      Ammesso allo spareggio promozione.
      Retrocesso in Seconda Categoria.
Regolamento:
Due punti a vittoria, uno a pareggio, zero a sconfitta.
Pari merito in caso di pari punti.
Note:
Montegiorgio ha scontato 1 punto di penalizzazione in classifica per una rinuncia.

#### Spareggi per l'ammissione alla Serie D
|           | Risultato |             | Luogo e data           |
| --------- | --------- | ----------- | ---------------------- |
| Pergolese | 2 -0      | Sangiorgese | Ancona, 13 luglio 1968 |
|           |           |             |                        |

## Abruzzo
Comitato Regionale Abruzzese, Via Camponeschi 5 - L'Aquila, telefono 20.139.
- Presidente - Nello Mancini
- Segretario - Italo Centofanti
- Componenti - Italo Clerico, Eligio Marini, Minimo Meta, Francesco Santarelli e Ivo Villante.
- Giudice Sportivo - Bonaldo Ricciardi (sostituto: Licio Ciocca).
- Commissario Tecnico Regionale - Mario Tontodonati.

Comitati Provinciali:
Chieti, L'Aquila, Pescara e Teramo.

### Aggiornamenti
A causa delle notevoli distanze chilometriche al Termoli fu concessa la partecipazione ai campionati gestiti dal Comitato Regionale Abruzzese.

### Girone A

#### Squadre partecipanti
| Squadra                | Città (provincia)         | Stagione precedente |
| ---------------------- | ------------------------- | ------------------- |
| A.S. Atessa Calcio     | Atessa (CH)               |                     |
| S.P. Atri              | Atri (TE)                 |                     |
| A.S. Casoli            | Casoli (CH)               |                     |
| A.S. Città Sant'Angelo | Città Sant'Angelo (PE)    |                     |
| S.S. Francavilla       | Francavilla al Mare (CH)  |                     |
| S.S. Montesilvano      | Montesilvano (PE)         |                     |
| A.S. Mosciano          | Mosciano Sant'Angelo (TE) |                     |
| G.S. Nino Mezzanotte   | Pescara                   |                     |
| A.C. Ortona            | Ortona (CH)               |                     |
| A.S. Penne             | Penne (PE)                |                     |
| U.S. Pro Lanciano      | Lanciano (CH)             |                     |
| S.P. Rosetana          | Roseto degli Abruzzi (TE) |                     |
| U.S. Sanvitese         | San Vito Chietino (CH)    |                     |
| S.P. Silvi Calcio      | Silvi Marina (TE)         |                     |
| U.S. Termoli           | Termoli (CB)              |                     |
| U.S. Ursus Pescara     | Pescara                   |                     |

#### Classifica finale
|  | Pos. | Squadra           | Pt | G  | V  | N  | P  | GF | GS | DR  |
|  | ---- | ----------------- | -- | -- | -- | -- | -- | -- | -- | --- |
|  | 1.   | Pro Lanciano      | 52 | 30 | 24 | 4  | 2  | 77 | 17 | +60 |
|  | 2.   | Rosetana          | 42 | 30 | 15 | 12 | 3  | 57 | 25 | +32 |
|  | 3.   | Atri              | 39 | 30 | 16 | 7  | 7  | 40 | 26 | +14 |
|  | 4.   | Termoli           | 36 | 30 | 13 | 10 | 7  | 35 | 26 | +11 |
|  | 5.   | Atessa Calcio     | 33 | 30 | 13 | 7  | 10 | 43 | 38 | +5  |
|  | 6.   | Sanvitese         | 32 | 30 | 10 | 12 | 8  | 42 | 44 | -2  |
|  | 7.   | Casoli            | 31 | 30 | 12 | 7  | 11 | 41 | 31 | +10 |
|  | 8.   | Nino Mezzanotte   | 30 | 30 | 10 | 10 | 10 | 47 | 37 | +10 |
|  | 9.   | Francavilla       | 28 | 30 | 10 | 8  | 12 | 31 | 39 | -8  |
|  | 10.  | Ursus Pescara     | 26 | 30 | 9  | 8  | 13 | 30 | 40 | -10 |
|  | 11.  | Mosciano          | 25 | 30 | 8  | 9  | 13 | 35 | 50 | -15 |
|  | 12.  | Penne             | 24 | 30 | 8  | 8  | 14 | 26 | 43 | -17 |
|  | 13.  | Silvi Calcio      | 22 | 30 | 6  | 10 | 14 | 26 | 47 | -21 |
|  | 14.  | Montesilvano      | 20 | 30 | 4  | 12 | 14 | 19 | 42 | -23 |
|  | 14.  | Ortona            | 20 | 30 | 7  | 6  | 17 | 34 | 53 | -19 |
|  | 14.  | Città Sant'Angelo | 20 | 30 | 7  | 6  | 17 | 34 | 59 | -25 |

Legenda:
      Ammesso allo spareggio promozione.
      Retrocesso in Seconda Categoria.
Regolamento:
Due punti a vittoria, uno a pareggio, zero a sconfitta.
Pari merito in caso di pari punti.

### Girone B

#### Squadre partecipanti
| Squadra                 | Città (provincia)          | Stagione precedente |
| ----------------------- | -------------------------- | ------------------- |
| A.C.L.I. L'Aquila       | L'Aquila                   |                     |
| S.P. Amiternum          | Scoppito (AQ)              |                     |
| Aquilorione             | Avezzano (AQ)              |                     |
| G.S. Bussi              | Bussi sul Tirino (PE)      |                     |
| Pol. C.E.P.             | Castel di Sangro (AQ)      |                     |
| A.S. Castelvecchio      | Castelvecchio Subequo (AQ) |                     |
| U.S. Chieti Scalo       | Chieti                     |                     |
| A.S. Cliternum          | Celano (AQ)                |                     |
| S.C. Montorio           | Montorio al Vomano (TE)    |                     |
| Pol. Oratoriana         | L'Aquila                   |                     |
| G.S. Pizzoli            | Pizzoli (AQ)               |                     |
| A.S. Popoli             | Popoli (PE)                |                     |
| Pol. Sagittario Pratola | Pratola Peligna (AQ)       |                     |
| S.S. Sulmona            | Sulmona (AQ)               |                     |
| A.S. Teramo             | Teramo                     |                     |
| S.S. Torrese            | Torre de' Passeri (PE)     |                     |

#### Classifica finale
|  | Pos. | Squadra            | Pt | G  | V  | N  | P  | GF | GS | DR  |
|  | ---- | ------------------ | -- | -- | -- | -- | -- | -- | -- | --- |
|  | 1.   | Teramo             | 53 | 30 | 25 | 3  | 2  | 87 | 13 | +74 |
|  | 2.   | Sagittario Pratola | 52 | 30 | 23 | 6  | 1  | 66 | 19 | +47 |
|  | 3.   | Sulmona            | 50 | 30 | 22 | 6  | 2  | 68 | 24 | +44 |
|  | 4.   | Montorio           | 40 | 30 | 17 | 6  | 7  | 45 | 20 | +25 |
|  | 4.   | Oratoriana         | 40 | 30 | 15 | 10 | 5  | 51 | 26 | +25 |
|  | 6.   | A.C.L.I. L'Aquila  | 33 | 30 | 12 | 9  | 9  | 34 | 28 | +6  |
|  | 7.   | Chieti Scalo       | 30 | 30 | 14 | 2  | 14 | 30 | 32 | -2  |
|  | 8.   | Cliternum          | 26 | 30 | 9  | 8  | 13 | 41 | 48 | -7  |
|  | 9.   | Popoli             | 25 | 30 | 8  | 9  | 13 | 37 | 36 | +1  |
|  | 10.  | Castelvecchio      | 22 | 30 | 9  | 4  | 17 | 40 | 64 | -24 |
|  | 11.  | C.E.P.             | 21 | 30 | 5  | 11 | 14 | 31 | 55 | -24 |
|  | 11.  | Bussi              | 21 | 30 | 8  | 5  | 17 | 32 | 63 | -31 |
|  | 13.  | Aquilorione        | 18 | 30 | 7  | 4  | 19 | 25 | 46 | -21 |
|  | 13.  | Pizzoli            | 18 | 30 | 5  | 8  | 17 | 28 | 63 | -35 |
|  | 15.  | Torrese            | 16 | 30 | 3  | 10 | 17 | 26 | 61 | -35 |
|  | 16.  | Amiternum          | 15 | 30 | 3  | 9  | 18 | 21 | 64 | -43 |

Legenda:
      Ammesso allo spareggio promozione.
      Retrocesso in Seconda Categoria.
Regolamento:
Due punti a vittoria, uno a pareggio, zero a sconfitta.
Pari merito in caso di pari punti.

#### Spareggi per l'ammissione alla Serie D
|              | Risultato |              | Luogo e data         |
| ------------ | --------- | ------------ | -------------------- |
| Pro Lanciano | 1 - 0     | Teramo       | Lanciano, ?? ?? 1968 |
|              |           |              |                      |
| Teramo       | 0 - 2     | Pro Lanciano | Teramo, ?? ?? 1968   |
|              |           |              |                      |

## Molise
Dalla stagione 1952-53 le squadre molisane erano aggregate al Comitato Regionale Campano.

Con la creazione del Comitato Provinciale di Campobasso (1952), le squadre molisane nuove affiliate si iscrivevano al campionato provinciale (dal 1959-60 = Terza Categoria) e agli altri campionati campani di Prima e Seconda Categoria.

A causa delle notevoli distanze chilometriche al Termoli fu concessa la partecipazione ai campionati gestiti dal Comitato Regionale Abruzzese.

## Campania
Comitato Regionale Campano, Piazza S.Maria degli Angeli 1 - Napoli, telefono 392.295.
- Presidente - Vincenzo Montuori
- Segretario - Dott. Nicola Arcasenza
- Componenti - Adone Baroni, Alfredo Buongiorno, Giuseppe Cascone, Gaetano Manfrecola e Francesco Senese.
- Giudice Sportivo - Gerardo Gogna (sostituti: Ciro Scognamiglio e Enzo Del Verme).
- Commissario Tecnico Regionale - Gaetano Manfrecola.

Comitati Provinciali:
Avellino, Benevento, Campobasso, Caserta, Napoli e Salerno.
Per quanto attiene all'istituzione dei campionati di Promozione, risulta sia dagli archivi della Gazzetta dello Sport dell'anno 1967-68 che dall'Almanacco Illustrato del Calcio anno 1969 (pagina 9) - Edizioni Carcano, che anche in Campania fu dato avvio al primo campionato di Promozione.

## Puglia
Comitato Regionale Pugliese, Via Cairoli 85 - Bari, telefono 213.404.
- Presidente - Giuseppe Chimienti
- Segretario - Felice Orsini
- Componenti - Giovanni Casalino, Rodolfo Loiacono, Antonio Mauro, Osvaldo Negro e Sante Sabatino.
- Giudice Sportivo - Adolfo La Volpe (sostituto: Vitantonio Zaccaria).
- Commissario Tecnico Regionale - Raffaele De Pergola.

Comitati Provinciali:
Bari, Brindisi, Foggia, Lecce e Taranto.

### Girone A

#### Aggiornamenti
A.S.C. Acquaviva, U.S. Audace Cerignola, Molfetta Sportiva e A.S. Andria sono stati ammessi alla Serie D 1968-1969.
Il F.C. Edilsport Altamura e l'U.S. Garganica, retrocessi nel campionato precedente, sono stati riammessi.

#### Squadre partecipanti
| Club                      | Città                     |
| ------------------------- | ------------------------- |
| F.C. Edilsport Altamura   | Altamura (BA)             |
| U.S. Bitonto              | Bitonto (BA)              |
| S.S. Canosa               | Canosa di Puglia (BA)     |
| U.S. Conversano           | Conversano (BA)           |
| U.S. Corato               | Corato (BA)               |
| U.S. Garganica            | Monte Sant'Angelo (FG)    |
| U.S. Giovinazzo           | Giovinazzo (BA)           |
| U.S. Lucera               | Lucera (FG)               |
| A.C. Modugnese            | Modugno (BA)              |
| U.S. Modugno              | Modugno (BA)              |
| Pol. Noci                 | Noci (BA)                 |
| Pol. Ortanova             | Orta Nova (FG)            |
| A.S. Palo                 | Palo del Colle (BA)       |
| A.S. Putignano            | Putignano (BA)            |
| S.S. Pro Gioia            | Gioia del Colle (BA)      |
| U.S. San Giovanni Rotondo | San Giovanni Rotondo (FG) |

#### Classifica finale
|  | Pos. | Squadra              | Pt  | G   | V   | N   | P   | GF  | GS  | DR  |
|  | ---- | -------------------- | --- | --- | --- | --- | --- | --- | --- | --- |
|  | 1.   | Bitonto              | 50  | 30  | 22  | 6   | 2   | 62  | 16  | +46 |
|  | 2.   | Putignano            | 42  | 30  | 15  | 12  | 3   | 48  | 17  | +31 |
|  | 3.   | Noci                 | 39  | 30  | 13  | 13  | 4   | 36  | 19  | +17 |
|  | 4.   | Pro Gioia            | 37  | 30  | 15  | 7   | 8   | 42  | 25  | +17 |
|  | 5.   | Canosa               | 32  | 30  | 13  | 6   | 11  | 49  | 35  | +14 |
|  | 6.   | Altamura             | 32  | 30  | 11  | 10  | 9   | 43  | 41  | +2  |
|  | 7.   | San Giovanni Rotondo | 30  | 30  | 12  | 6   | 12  | 41  | 42  | -1  |
|  | 8.   | Lucera               | 29  | 30  | 10  | 9   | 11  | 37  | 42  | -5  |
|  | 8.   | Modugnese            | 29  | 30  | 8   | 13  | 9   | 23  | 29  | -6  |
|  | 10.  | Corato               | 27  | 30  | 9   | 9   | 12  | 32  | 31  | +1  |
|  | 11.  | Giovinazzo           | 26  | 30  | 9   | 8   | 13  | 36  | 34  | +2  |
|  | 11.  | Modugno              | 26  | 30  | 9   | 8   | 13  | 28  | 35  | -7  |
|  | 13.  | Ortanova             | 24  | 30  | 7   | 10  | 13  | 33  | 46  | -13 |
|  | 14.  | Palo                 | 24  | 30  | 7   | 10  | 13  | 29  | 43  | -14 |
|  | 15.  | Monte Sant'Angelo    | 21  | 30  | 9   | 3   | 18  | 25  | 47  | -22 |
|  | 16.  | Conversano           | 12  | 30  | 1   | 10  | 19  | 24  | 86  | -62 |
|  |      |                      | 478 | 478 | 169 | 140 | 169 | 584 | 584 | 0   |

Legenda:
      Promosso in Serie D 1968-1969.
      Retrocesso in Seconda Categoria 1968-1969.
Regolamento:
Due punti a vittoria, uno a pareggio, zero a sconfitta.
Note:
Palo retrocesso dopo spareggio ad Andria il 16/06/1968 con l'Orta Nova (0-2 ai supplementari).

### Girone B

#### Aggiornamenti
L'U.S. San Giorgio Ionico e l'A.S. Mesagne, retrocessi nella stagione passata, sono stati riammessi.

#### Squadre partecipanti
| Club                         | Città                     |
| ---------------------------- | ------------------------- |
| A.S. Francavilla             | Francavilla Fontana (BR)  |
| U.S. Pro Italia Galatina     | Galatina (LE)             |
| U.S. Galatone                | Galatone (LE)             |
| Pol. Ars et Labor Grottaglie | Grottaglie (TA)           |
| A.S. Leverano                | Leverano (LE)             |
| U.S. Lorenzo Mariano         | Scorrano (LE)             |
| A.C. Manduria                | Manduria (TA)             |
| A.C. Massafra                | Massafra (TA)             |
| A.S. Mesagne                 | Mesagne (BR)              |
| A.S. Ostuni                  | Ostuni (BR)               |
| A.C. Parola Carmiano         | Carmiano (LE)             |
| U.S. San Giorgio Jonico      | San Giorgio Jonico (TA)   |
| Pol. San Pietro              | San Pietro Vernotico (BR) |
| U.S. Squinzano               | Squinzano (LE)            |
| U.S. Tricase                 | Tricase (LE)              |
| Sandonaci                    | San Donaci (BR)           |

#### Classifica finale
|  | Pos. | Squadra              | Pt  | G   | V   | N   | P   | GF  | GS  | DR  |
|  | ---- | -------------------- | --- | --- | --- | --- | --- | --- | --- | --- |
|  | 1.   | Mesagne              | 43  | 30  | 18  | 7   | 5   | 48  | 16  | +32 |
|  | 2.   | Manduria             | 42  | 30  | 17  | 8   | 5   | 60  | 17  | +43 |
|  | 2.   | Pro Italia Galatina  | 42  | 30  | 17  | 8   | 5   | 51  | 18  | +33 |
|  | 4.   | Parola Carmiano      | 38  | 30  | 14  | 10  | 6   | 40  | 21  | +19 |
|  | 5.   | San Pietro Vernotico | 37  | 30  | 15  | 7   | 8   | 60  | 28  | +32 |
|  | 5.   | Ostuni               | 37  | 30  | 14  | 9   | 7   | 45  | 30  | +15 |
|  | 7.   | Tricase              | 35  | 30  | 11  | 13  | 6   | 31  | 14  | +17 |
|  | 8.   | Francavilla          | 34  | 30  | 11  | 12  | 7   | 39  | 24  | +15 |
|  | 9.   | Grottaglie           | 30  | 30  | 8   | 14  | 8   | 27  | 29  | -2  |
|  | 10.  | Squinzano            | 28  | 30  | 8   | 12  | 10  | 33  | 32  | +1  |
|  | 11.  | Massafra             | 27  | 30  | 10  | 7   | 13  | 32  | 36  | -4  |
|  | 12.  | Leverano             | 24  | 30  | 8   | 8   | 14  | 35  | 44  | -9  |
|  | 13.  | Galatone             | 23  | 30  | 7   | 9   | 14  | 31  | 49  | -18 |
|  | 14.  | Sandonaci (-6)       | 17  | 30  | 8   | 7   | 15  | 30  | 48  | -18 |
|  | 15.  | San Giorgio Jonico   | 12  | 30  | 3   | 6   | 21  | 10  | 84  | -74 |
|  | 16.  | Lorenzo Mariano      | 5   | 30  | 1   | 3   | 26  | 13  | 95  | -82 |
|  |      |                      | 474 | 480 | 171 | 138 | 171 | 585 | 585 | 0   |

Legenda:
      Promosso in Serie D 1968-1969.
      Retrocesso in Seconda Categoria 1968-1969.
Regolamento:
Due punti a vittoria, uno a pareggio, zero a sconfitta.
Note:
Il Sandonaci è stato penalizzato con la sottrazione di 6 punti in classifica.

## Sicilia
Comitato Regionale Siculo, Via G. Di Giovanni 14 - Palermo, telefono 212.501.
- Presidente - Orazio Siino
- Segretario - Salvatore Saieva
- Componenti - Franco Costantino, Vincenzo Fazzino, Franz La Fauci, Clemente Santuccio e Francesco Paolo Serio.
- Giudice Sportivo - Francesco Paolo Di Maio (sostituto: Ugo Cecconi).
- Commissario Tecnico Regionale - Franco Costantino.

Comitati Provinciali:

Agrigento, Caltanissetta, Catania, Enna, Messina, Palermo, Ragusa, Siracusa e Trapani.

### Girone A

#### Squadre partecipanti
| Squadra                 | Città (provincia)     | Stagione precedente |
| ----------------------- | --------------------- | ------------------- |
| Pol. A.M.A.T.           | Palermo               |                     |
| A.C. Bacigalupo         | Palermo               |                     |
| A.S. Bagheria           | Bagheria (PA)         |                     |
| U.S. Bollara Sciacca    | Sciacca (AG)          |                     |
| A.S. Canicattì          | Canicattì (AG)        |                     |
| U.S. Empedoclina        | Porto Empedocle (AG)  |                     |
| Fulmine Marsala         | Marsala (TP)          |                     |
| U.S. Kalsa              | Palermo               |                     |
| Pol. Licata             | Licata (AG)           |                     |
| U.S. Mazara             | Mazara del Vallo (TP) |                     |
| U.S. Misilmeri          | Misilmeri (PA)        |                     |
| Mosaici Piazza Armerina | Piazza Armerina (EN)  |                     |
| Pol. Partinicaudace     | Partinico (PA)        |                     |
| A.S. Ribera             | Ribera (AG)           |                     |
| A.S. Termitana          | Termini Imerese (PA)  |                     |
| U.S. Terranova Gela     | Gela (CL)             |                     |

#### Classifica finale
|  | Pos. | Squadra                 | Pt       | G  | V  | N  | P  | GF | GS | DR  |
|  | ---- | ----------------------- | -------- | -- | -- | -- | -- | -- | -- | --- |
|  | 1.   | Terranova Gela          | 40       | 26 | 17 | 6  | 3  | 55 | 19 | +36 |
|  | 2.   | AMAT Palermo            | 37       | 26 | 15 | 7  | 4  | 40 | 21 | +19 |
|  | 3.   | Canicattì               | 35       | 26 | 14 | 7  | 5  | 39 | 16 | +23 |
|  | 4.   | Ribera                  | 31       | 26 | 13 | 5  | 8  | 41 | 23 | +18 |
|  | 5.   | Bacigalupo              | 30       | 26 | 9  | 12 | 5  | 27 | 17 | +10 |
|  | 6.   | Bagheria                | 29       | 26 | 9  | 11 | 6  | 29 | 27 | +2  |
|  | 7.   | Mazara                  | 26       | 26 | 10 | 6  | 10 | 31 | 28 | +3  |
|  | 7.   | Partinicaudace          | 26       | 26 | 10 | 6  | 10 | 29 | 30 | -1  |
|  | 7.   | Kalsa                   | 26       | 26 | 8  | 10 | 8  | 37 | 37 | 0   |
|  | 10.  | Empedoclina             | 25       | 26 | 8  | 9  | 9  | 29 | 34 | -5  |
|  | 11.  | Misilmeri               | 22       | 26 | 7  | 8  | 11 | 32 | 32 | 0   |
|  | 12.  | Licata                  | 17       | 26 | 4  | 9  | 13 | 17 | 38 | -21 |
|  | 13.  | Fulmine Marsala         | 12       | 26 | 4  | 4  | 18 | 18 | 55 | -37 |
|  | 14.  | Termitana               | 8        | 26 | 0  | 8  | 18 | 19 | 66 | -47 |
|  | --   | Bollara Sciacca         | Ritirato |    |    |    |    |    |    |     |
|  | --   | Mosaici Piazza Armerina | Ritirato |    |    |    |    |    |    |     |

Legenda:
      Promosso in Serie D 1968-1969.
  Retrocesso e in seguito riammesso.
      Retrocesso in Seconda Categoria.
      Ritirato dal campionato e retrocesso.
Regolamento:
Due punti a vittoria, uno a pareggio, zero a sconfitta.
Pari merito in caso di pari punti.

### Girone B

#### Squadre partecipanti
| Squadra             | Città (provincia)              | Stagione precedente |
| ------------------- | ------------------------------ | ------------------- |
| A.S. Aurora         | Calatabiano (CT)               |                     |
| U.S. Avola          | Avola (SR)                     |                     |
| A.S. Caltagirone    | Caltagirone (CT)               |                     |
| A.S. Fiumefreddo    | Fiumefreddo di Sicilia (CT)    |                     |
| S.S. Giarre         | Giarre (CT)                    |                     |
| S.S. Leonzio        | Lentini (SR)                   |                     |
| C.S. Lipari         | Lipari (ME)                    |                     |
| Pol. Megara Augusta | Augusta (SR)                   |                     |
| S.S. Milazzo        | Milazzo (ME)                   |                     |
| A.S Netina          | Noto (SR)                      |                     |
| Olimpic Acireale    | Acireale (CT)                  |                     |
| A.C. Palazzolo      | Palazzolo Acreide (SR)         |                     |
| S.S. Provinciale    | Messina                        |                     |
| U.S. Rodriguez Imsa | Barcellona Pozzo di Gotto (ME) |                     |
| U.S. Rosolini       | Rosolini (SR)                  |                     |
| A.S. Taormina       | Taormina (ME)                  |                     |

#### Classifica finale
|  | Pos. | Squadra             | Pt | G  | V  | N  | P  | GF | GS | DR  |
|  | ---- | ------------------- | -- | -- | -- | -- | -- | -- | -- | --- |
|  | 1.   | Netina              | 46 | 30 | 18 | 10 | 2  | 55 | 26 | +29 |
|  | 2.   | Caltagirone         | 40 | 30 | 16 | 8  | 6  | 60 | 26 | +34 |
|  | 2.   | Leonzio             | 40 | 30 | 17 | 6  | 7  | 52 | 25 | +27 |
|  | 4.   | Megara Augusta      | 39 | 30 | 14 | 11 | 5  | 37 | 21 | +16 |
|  | 5.   | Lipari              | 34 | 30 | 12 | 10 | 8  | 36 | 24 | +12 |
|  | 6.   | Fiumefreddo         | 33 | 30 | 12 | 9  | 9  | 40 | 42 | -2  |
|  | 6.   | Provinciale         | 33 | 30 | 13 | 7  | 10 | 51 | 32 | +19 |
|  | 8.   | Avola               | 29 | 30 | 11 | 7  | 12 | 30 | 39 | -9  |
|  | 9.   | Olimpic Acireale    | 27 | 30 | 9  | 9  | 12 | 31 | 32 | -1  |
|  | 9.   | Rosolini            | 27 | 30 | 9  | 9  | 12 | 42 | 47 | -5  |
|  | 11.  | Aurora              | 26 | 30 | 9  | 8  | 13 | 40 | 48 | -8  |
|  | 12.  | Giarre              | 25 | 30 | 8  | 9  | 13 | 27 | 38 | -11 |
|  | 13.  | Milazzo             | 25 | 30 | 7  | 11 | 12 | 26 | 41 | -15 |
|  | 13.  | Palazzolo           | 23 | 30 | 6  | 11 | 13 | 34 | 45 | -11 |
|  | 14.  | Taormina            | 23 | 30 | 6  | 11 | 13 | 34 | 50 | -16 |
|  | 16.  | Rodriquez Imsa (-2) | 6  | 30 | 0  | 8  | 22 | 15 | 78 | -63 |

Legenda:
      Promosso in Serie D 1968-1969.
      Retrocesso in Seconda Categoria.
Regolamento:
Due punti a vittoria, uno a pareggio, zero a sconfitta.
Pari merito in caso di pari punti.
Note:
Rodriquez Imsa ha scontato 2 punti di penalizzazione in classifica per due rinunce.

## Sardegna
Comitato Regionale Sardo, Via Sonnino 37 - Cagliari, telefono 58.966.
- Presidente - Mario Siddi
- Segretario - Mario Madau
- Componenti - Antonino Collu, Dino De Martis, Olinto Bruno Pacini, Benedetto Piras e Giampaolo Sabiu.
- Giudice Sportivo - Pintor Antonio Siotto (sostituto: Furio Romualdi).
- Commissario Tecnico Regionale - Vincenzo Soro.

Comitati Provinciali: Cagliari e Sassari.

### Girone A

#### Squadre partecipanti
| Squadra              | Città (provincia)        | Stagione precedente |
| -------------------- | ------------------------ | ------------------- |
| S.S. Attilia         | Nuoro                    |                     |
| S.S. Berchidda       | Berchidda (SS)           |                     |
| Pol. Bonorva         | Bonorva (SS)             |                     |
| S.S. Fertilia        | Fertilia di Alghero (SS) |                     |
| Pol. Ilvarsenal      | La Maddalena (SS)        |                     |
| A.S. Josto-Turritana | Porto Torres (SS)        |                     |
| Libertas Alghero     | Alghero (SS)             |                     |
| G.S. Luisiana        | Arzachena (SS)           |                     |
| U.S. Nuorese         | Nuoro                    |                     |
| S.S. Oschirese       | Oschiri (SS)             |                     |
| Pol. Ossese          | Ossi (SS)                |                     |
| S.C. Ozierese        | Ozieri (SS)              |                     |
| U.S. Palau           | Palau (SS)               |                     |
| Pol. Plubium         | Ploaghe (SS)             |                     |
| A.S. Pozzomaggiore   | Pozzomaggiore (SS)       |                     |
| U.S. San Giorgio     | Perfugas (SS)            |                     |
| S.S. Tavolara        | Olbia (SS)               |                     |

#### Classifica finale
|  | Pos. | Squadra          | Pt | G  | V  | N  | P  | GF | GS | DR  |
|  | ---- | ---------------- | -- | -- | -- | -- | -- | -- | -- | --- |
|  | 1.   | Nuorese          | 46 | 32 | 20 | 6  | 6  | 65 | 25 | +40 |
|  | 2.   | Ozierese         | 44 | 32 | 17 | 10 | 5  | 55 | 24 | +31 |
|  | 3.   | Oschirese        | 42 | 32 | 17 | 8  | 7  | 45 | 30 | +15 |
|  | 4.   | Bonorva          | 40 | 32 | 15 | 10 | 7  | 52 | 35 | +17 |
|  | 5.   | Luisiana         | 39 | 32 | 15 | 9  | 8  | 55 | 35 | +20 |
|  | 6.   | Palau            | 39 | 32 | 14 | 11 | 7  | 45 | 35 | +10 |
|  | 7.   | Ilvamaddalena    | 38 | 32 | 15 | 8  | 9  | 58 | 28 | +30 |
|  | 8.   | Libertas Alghero | 37 | 32 | 17 | 3  | 12 | 52 | 36 | +16 |
|  | 9.   | Fertilia         | 36 | 32 | 14 | 7  | 11 | 51 | 53 | -2  |
|  | 10.  | Josto-Turritana  | 34 | 32 | 13 | 8  | 11 | 48 | 40 | +8  |
|  | 11.  | San Giorgio      | 31 | 32 | 11 | 9  | 12 | 29 | 34 | -5  |
|  | 12.  | Pozzomaggiore    | 26 | 32 | 6  | 14 | 12 | 32 | 45 | -13 |
|  | 13.  | Tavolara         | 24 | 32 | 7  | 8  | 17 | 27 | 50 | -23 |
|  | 14.  | Plubium          | 21 | 32 | 7  | 7  | 18 | 27 | 61 | -34 |
|  | 15.  | Berchidda        | 21 | 32 | 4  | 13 | 15 | 31 | 65 | -34 |
|  | 16.  | Ossese           | 19 | 32 | 5  | 9  | 18 | 18 | 53 | -35 |
|  | 17.  | Attilia          | 10 | 32 | 1  | 8  | 23 | 18 | 70 | -52 |

Legenda:
      Ammesso allo spareggio promozione.
      Retrocesso in Prima Categoria 1968-1969.
Regolamento:
Due punti a vittoria, uno a pareggio, zero a sconfitta.
Pari merito in caso di pari punti.
- Ozierese, Oschirese, Bonorva, Arzachena, Palau ed Ilvarsenal sono ammesse alla nuova Promozione.

### Girone B

#### Squadre partecipanti
| Squadra                 | Città (provincia) | Stagione precedente |
| ----------------------- | ----------------- | ------------------- |
| A.P. Aeden Santa Giusta | Santa Giusta (CA) |                     |
| U.S. Arborea            | Arborea (CA)      |                     |
| U.S. Arbus              | Arbus (CA)        |                     |
| G.S. Assemini           | Assemini (CA)     |                     |
| C.S. Bosa               | Bosa (CA)         |                     |
| S.S. Carloforte         | Carloforte (CA)   |                     |
| S.S.R. Decimoputzu      | Decimoputzu (CA)  |                     |
| Pol. Ferrini            | Cagliari          |                     |
| Pol. Gennargentu Pacini | Cagliari          |                     |
| Pol. Gialeto            | Serramanna (CA)   |                     |
| U.S. Guspini            | Guspini (CA)      |                     |
| Pol. Iglesias           | Iglesias (CA)     |                     |
| A.S. Macomer            | Macomer (NU)      |                     |
| A.S. Portoscuso         | Portoscuso (CA)   |                     |
| Pol. Sant'Antioco       | Sant'Antioco (CA) |                     |
| G.S. Sestu              | Sestu (CA)        |                     |

#### Classifica finale
|  | Pos. | Squadra            | Pt | G  | V  | N  | P  | GF | GS | DR  |
|  | ---- | ------------------ | -- | -- | -- | -- | -- | -- | -- | --- |
|  | 1.   | Iglesias           | 44 | 30 | 16 | 12 | 2  | 53 | 22 | +31 |
|  | 2.   | Ferrini Cagliari   | 43 | 30 | 17 | 9  | 4  | 61 | 34 | +27 |
|  | 3.   | Guspini            | 42 | 30 | 16 | 10 | 4  | 41 | 17 | +24 |
|  | 4.   | Decimoputzu        | 40 | 30 | 17 | 6  | 7  | 39 | 30 | +9  |
|  | 5.   | Macomer            | 36 | 30 | 13 | 10 | 7  | 36 | 23 | +13 |
|  | 6.   | Sestu              | 35 | 30 | 12 | 11 | 7  | 43 | 35 | +8  |
|  | 7.   | Bosa               | 35 | 30 | 11 | 13 | 6  | 29 | 26 | +3  |
|  | 8.   | Gennargentu Pacini | 34 | 30 | 15 | 4  | 11 | 46 | 34 | +12 |
|  | 9.   | Arbus              | 34 | 30 | 12 | 10 | 8  | 39 | 32 | +7  |
|  | 10.  | Portoscuso         | 24 | 30 | 9  | 6  | 15 | 33 | 43 | -10 |
|  | 11.  | Arborea            | 24 | 30 | 9  | 6  | 15 | 26 | 34 | -8  |
|  | 12.  | Carloforte         | 23 | 30 | 7  | 9  | 14 | 29 | 35 | -6  |
|  | 13.  | Gialeto            | 19 | 30 | 5  | 9  | 16 | 22 | 43 | -21 |
|  | 14.  | Aeden Santa Giusta | 19 | 30 | 4  | 11 | 15 | 35 | 53 | -18 |
|  | 15.  | Sant'Antioco       | 15 | 30 | 3  | 9  | 18 | 32 | 69 | -37 |
|  | 16.  | Assemini           | 13 | 30 | 4  | 5  | 21 | 23 | 57 | -34 |

Legenda:
      Ammesso allo spareggio promozione.
      Retrocesso in Prima Categoria 1968-1969.
Regolamento:
Due punti a vittoria, uno a pareggio, zero a sconfitta.
Pari merito in caso di pari punti.
- Ferrini, Guspini, Decimoputzu, Macomer, Bosa, Arbus e Gennargentu sono ammesse alla nuova Promozione.

#### Spareggi per l'ammissione alla Serie D
| Nuorese | ? - ? | Iglesias | ???, ?? ?? 1968 |
|         |       |          |                 |

- L'Iglesias  è ammesso alla nuova Promozione.

### Libri
- Elso Simone Serpentini, Storia del calcio teramano (1913-1983), Ed. Radio Teramo.
- Pier Giorgio Maggiora, Storia della Unione Sportiva Valenzana.
- Sandra Poli, Carlo Fontanelli, Iano Caporali, Una storia blu-amaranto - 1908/2008 - 100 anni di calcio a Massa Marittima, Geo Edizioni, 2008.
- Antonio Mincione, Carlo Fontanelli, Veneto in campo - Dal 1920 i campionati calcistici regionali, Empoli (FI), Geo Edizioni S.r.l., 2017.
- Angelo Padoan, Davide Bovolenta, Nicoletta Perini, Gabriele Crocco, Adolfo Pagan, Marco Lanza, Quel leggendario Clodia...e gli anni ruggenti del Sottomarina, Editrice Scintilla, 2010.
- Stefano Negro, Una stella, 100 anni, mille storie - Il libro del calcio Giorgione, Graficart, 2010.
- G. Poli, M. Magagnini, E.Guidi, Leggenda e storia gialloblù, Grafica Lotti.
- C.A. Giovanardi, Sassuolo nel pallone, Ed. Artestampa.
- G. Coniglio, Il calcio a Pisticci 1927 2007 - 80 anni di storia, Tipografia I.M.D. Lucana.
- Giulio Schillaci, Almanacco storico del calcio siciliano.
- L.Bastianelli,V.Casirani, V. Domeniconi,R.Ferri,R. Tonelli e S. Zidda, È ancora Victoria - 1946-1991 U.S. Victoria Calcio Pesaro.
- Annuario F.I.G.C. 1967-1968, Roma (1968) conservato presso tutti i Comitati Regionali F.I.G.C.-L.N.D., la Lega Nazionale Professionisti e la Biblioteca Nazionale Centrale di Firenze.

### Giornali
- Archivio de La Gazzetta dello Sport anni 1967 e 1968, consultabile presso le Biblioteche:
  - Biblioteca Nazionale Braidense di Milano;
  - Biblioteca Nazionale Centrale di Firenze;
  - Biblioteca Nazionale Centrale di Roma;
  - Biblioteca Civica Berio di Genova;
  - e presso Emeroteca del C.O.N.I. di Roma (non è online ma è da consultare in sede).